# Moulin de Froyennes

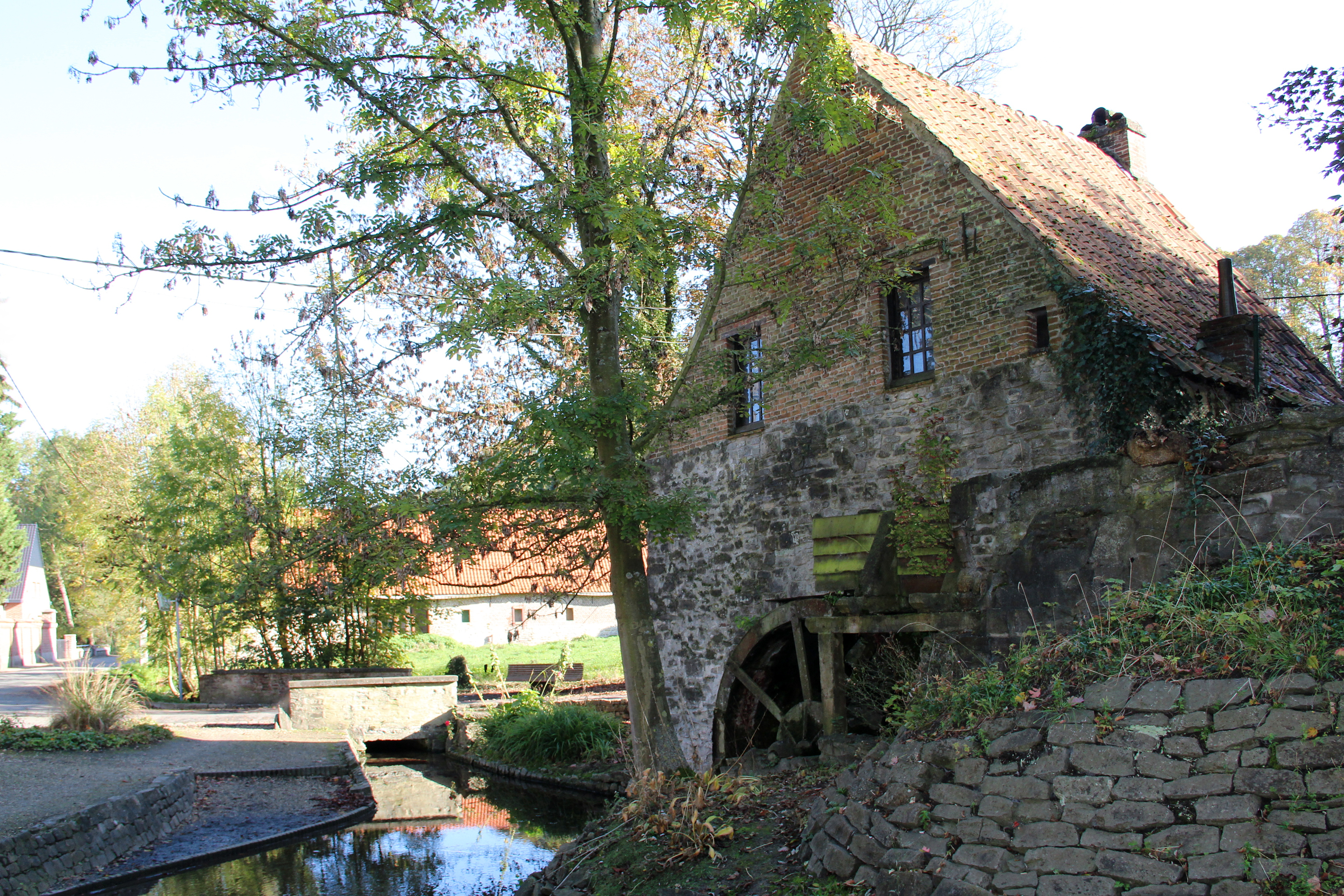
Moulin de Froyennes

De Moulin de Froyennes is een watermolen in de tot de Henegouwse gemeente Doornik behorende plaats Froyennes, gelegen aan de Rue du Moulin.
Deze watermolen op de Ruisseau Saint-Eloi van het type bovenslagmolen fungeerde als Korenmolen.

## Geschiedenis
Deze molen werd voor het eerst vermeld in 1348 en was een banmolen. Hij werd meermaals herbouwd. In de loop van de 19e eeuw kwam er een metalen bovenslagrad. Tijdens de Eerste Wereldoorlog werd de molen door de Duitsers in beslag genomen om daarmee voer voor hun paarden te vervaardigen. Vanaf 1935 werd de molen verhuurd aan molenaars die er onder meer cacaonoten vermaalden voor een chocoladefabriek en in 1948 werd de molen nog als verfmolen ingezet.
In 1970 werd de molen, na te zijn gerenoveerd, geopend voor het publiek. In 1976 werd de molen, samen met zijn omgeving, geklasseerd als beschermd dorpsgezicht.
Hoewel het binnenwerk nog aanwezig is, is de molen niet maalvaardig.